# 阿道夫·路斯
阿道夫·弗朗茲·卡爾·維克多·瑪麗亞·路斯（1870年12月10日—1933年8月23日），是一名奧地利建築師，出生在摩拉維亞。路斯对歐洲現代主義建築的發展产生了很大的影響。在他的論文《裝飾與罪惡》裡，提倡光滑、清晰的表面，与世紀末的奢华装饰以及维也纳分离派的更现代的美学原则形成对比。这一点在他设计的维也纳路斯楼（Looshaus）中得到了体现。路斯是现代主义建筑的先驱，在建筑和设计方面对现代主义提出了大量建设性的理论和批评，并发展了布置室内空间的“Raumplan”（字面上的空间规划）方法，例如布拉格的穆勒别墅。
路斯有过三次婚姻，都以离婚告终。他身体不好，并有遗传性听力障碍。1928年，他因剥削8至10岁贫困家庭的女孩而被判为恋童癖。他于1933年8月23日在维也纳附近的卡尔克斯堡去世，享年62岁。

## 早年生活
1870年12月10日，路斯于出生于位于奥匈帝国摩拉维亚地区的边缘地带的布尔诺，（即是现在捷克共和国的东部）。他的父亲是德国石匠，在路斯九岁时去世。年轻的阿道夫·路斯遗传了他父亲的听力障碍，并在其一生中受到严重的影响。他父亲去世后，他的母亲继续经营石匠生意。路斯就读于利贝雷茨的几所体育学校和一所技术学校，1889年从布尔诺的一所技术学校毕业。后来他在德勒斯登工業大學学习。一年后，他没有完成学业就离开了。

## 职业生涯
路斯23岁的时候去了美国，从1893年到1896年一直在那里。这几年，他主要与费城地区的亲戚住在一起，靠打零工维持生计。路斯还参观了芝加哥、圣路易斯和纽约等其他城市。路斯于1896年返回维也纳，之后一直在那里居住。他是维也纳的杰出人物，也是路德维希·维特根斯坦、阿諾·荀白克、彼得·阿爾滕貝格和卡尔·克劳斯的朋友。
他带着在美国受到的启发，投身于建筑。在1896年短暂地参与维也纳分离派之后，他拒绝了这种风格，提倡一种新的、朴素的、无装饰的建筑。考虑全部平面图的实用方法实现了他的概念。路斯早期的任务是为维也纳的商店和咖啡馆进行室内设计。

### 建筑理论
路斯曾经写过几部建筑辩论著作。在1900年出版的《Void》中，他强烈批评了当时正处于顶峰的维也纳分离运动。
在路斯的论文中使用了挑衅性的流行语，并以1910年在一次演讲中发表、1913年首次发表的题为《裝飾與罪惡》的论文/宣言而闻名。他探讨了一种观点，即文化的进步与从日常物品中删除装饰物有关。因此，强迫工匠或建筑工人在装饰上浪费时间是一种犯罪行为，这有助于加快物品过时的时间。路斯被去除装饰建筑影响了现代建筑的最小体量，并引发了争议。尽管以其外观缺乏装饰而闻名，但路斯的许多建筑的内部采用了丰富而昂贵的材料，尤其是石头、大理石和木材，在平面上显示出自然图案和纹理，采用一流的工艺制作。区别不是复杂和简单，而是“有机”和多余的装饰。
路斯还对装饰艺术感兴趣，收藏纯银和高品质皮革制品，他以其朴素而奢华的吸引力而闻名。他还喜欢时尚和男装，设计了著名的维也纳服装店Kníže。他对英国和美国的时尚和文化的钦佩可以从他短命的出版物《安德烈》中看出，该书在1903年只发行了两期，其中包括“英国风”服装的广告。1920年，他与建筑师、剧院和艺术展览设计师弗雷德里克·约翰·基斯勒（Frederick John Kiesler）进行了短暂的合作。

### 路斯住宅与其他项目
1904年，路斯开始实施大项目，最著名的是“路斯樓”（建于1910年至1912年），最初是为维也纳裁缝Goldman和Salatsch设计的。Loos在1898年为他们设计了一个商店内部，位于哈布斯堡市住宅霍夫堡皇宫的正对面。这栋房子今天位于维也纳Michaelerplatz 3号，并保存在纪念碑下，受到同时代人的批评。立面以直线窗图案为主，缺乏灰泥装饰和遮阳篷，因此被称为“无眉毛的房子”。据说，奥地利皇帝弗朗茨·约瑟夫一世非常鄙视这座现代建筑，以至于他避免从霍夫堡宫殿附近的大门离开。他的作品还包括男子时装店Kníže（建于1909-13年）、Am Graben 13、咖啡馆博物馆（建于1899年）、维也纳Oprengasse 7号和维也纳Kärntnerstrasse 10号“美国酒吧”（建于1907-08年）。
1904年，路斯访问了斯凯罗斯岛，并受到希腊群岛立方体建筑的影响。第一次世界大战后，奥匈帝国崩溃，马萨里克总统授予路斯捷克斯洛伐克公民身份。他的主要居住地仍在维也纳。在奥地利第一共和国时期，路斯开始对公共项目感兴趣。他为维也纳设计了几个住房项目，当时该市被称为红色维也纳。从1924年到1928年，路斯住在巴黎。他在索邦大学任教，并与崔斯坦·查拉签订了合同，为特里斯坦·扎拉建造一座房屋。该房屋于1925年在巴黎朱诺15号大道完工。1928年，他回到维也纳。
路斯对古典建筑的仰慕，反映在他的作品和他参加1922年芝加哥论坛报比赛的作品中。洛斯提交的作品是一个庞大的多立克柱式。

## 去世与悼念

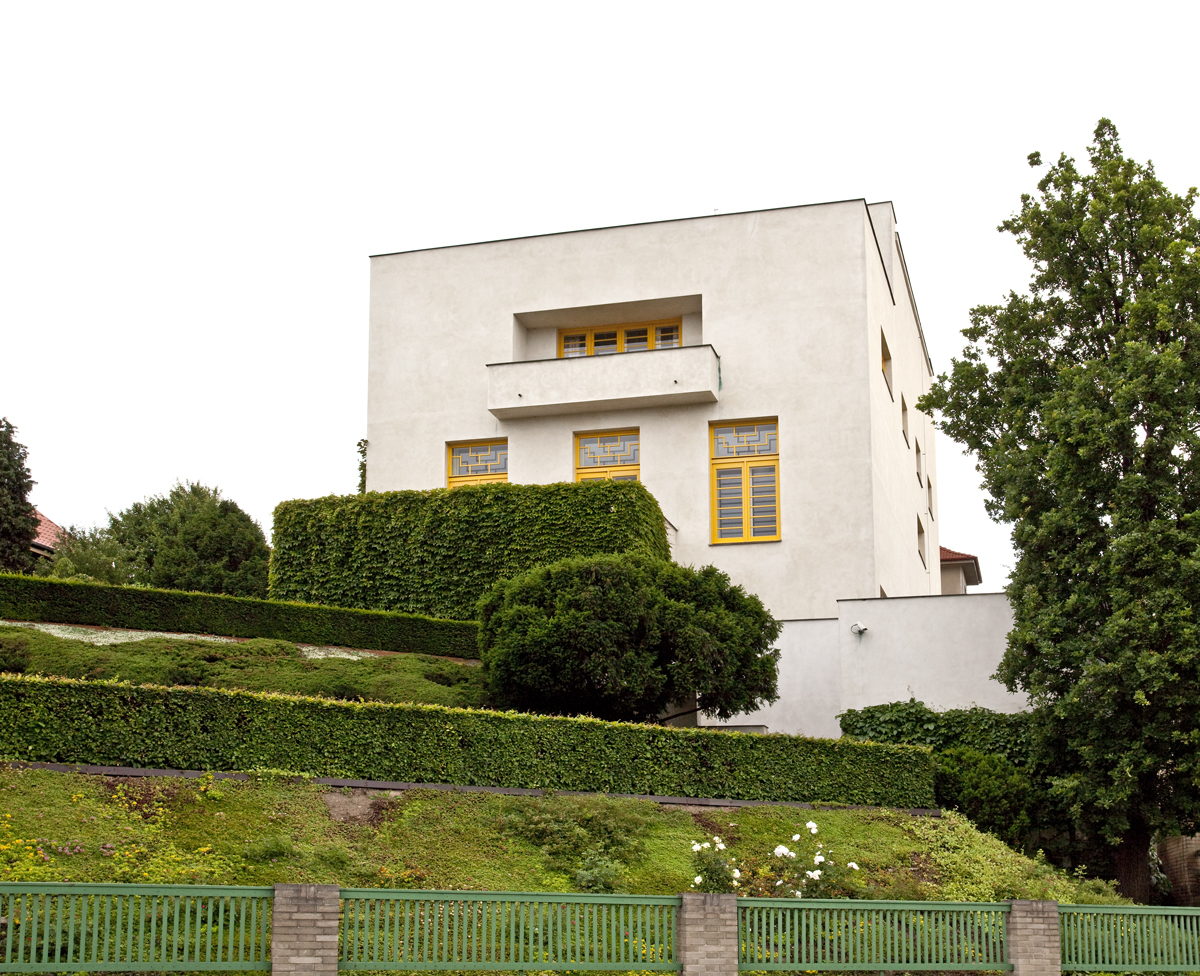
布拉格的穆勒別墅

阿道夫·路斯在法庭审理期间表现出痴呆的早期症状。在他去世前几个月，他患了中风。1933年8月23日，他在维也纳附近的卡尔克斯堡去世，享年62岁。路斯的遗体被带到维也纳的天顶弗里德霍夫，与该市伟大的艺术家和音乐家一起安息，其中包括勋伯格、阿尔滕伯格和克劳斯，以及他最亲密的朋友和同事。
路斯能通过他的作品和他在维也纳的开创性项目影响其他建筑师和设计师，以及现代主义的早期发展。他对材料的精心选择、对工艺的热情以及对“Raumplan”的使用——基于功能考虑的内部空间的顺序和大小——仍然令人钦佩。

## 主要作品
- 1899年，维也纳咖啡馆博物馆
- 1904年，瑞士蒙特勒卡玛别墅

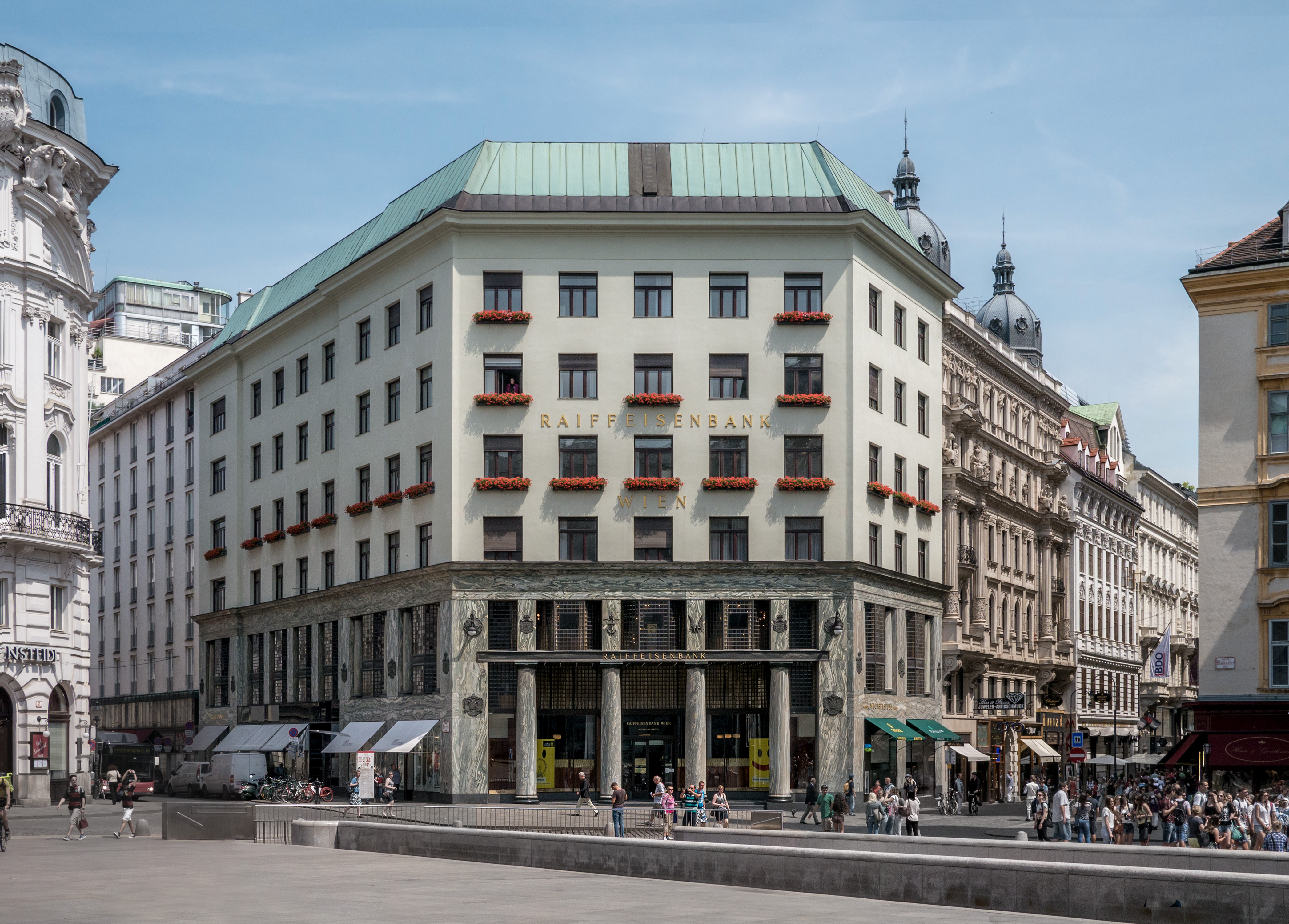
維也納的路斯樓

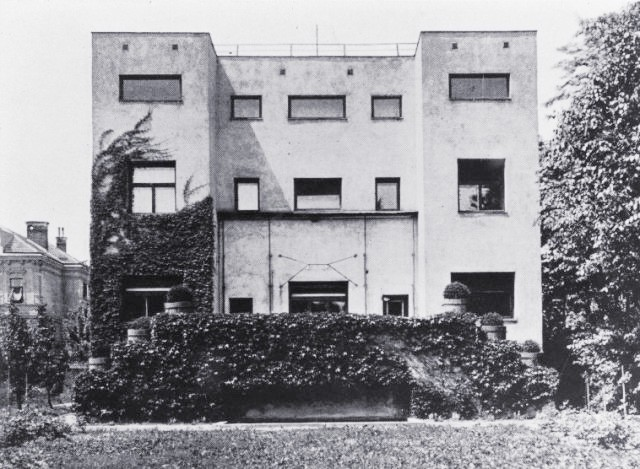
維也納的史坦納之屋

- 1907年，捷克共和国拉德亨斯卡·斯夫拉特卡基督十字球场
- 1908年，维也纳美国律师协会（前身为卡林斯律师协会）
- 1910年，维也纳史坦納之屋
- 1910年，俯瞰维也纳Michaelerplatz的Goldman&Salatsch大楼（俗称“路斯樓”的混合用途建筑）
- 1913年，维也纳Scheu大厦 1915年，捷克共和国布尔诺附近赫鲁晓瓦尼·布尔纳糖厂
- 1915–16年，重建维也纳杜什尼茨别墅
- 1917年，捷克共和国赫鲁晓瓦尼·布尔纳糖厂业主之家
- 1921年，马克斯·德沃夏克陵墓（未建成）
- 1922年，维也纳鲁弗大厦
- 1925年，为达达主义创始人之一崔斯坦·查拉（Tristan Tzara）在巴黎蒙马特（Montmarte）的《家与工作室》（house and studio）中创作的《梅森·扎拉》（Maison Tzara）
- 1926年，维也纳莫勒别墅
- 1927年，巴黎为美国艺人约瑟芬·贝克建造的房子（未建成）
- 1928年，捷克共和国布拉格穆勒别墅
- 1929年，奥地利克鲁兹贝格库纳别墅
- 1932年，捷克共和国布拉格5号雪茄城10号温特尼茨别墅
- 1928–1933年，捷克共和国Plzen的许多住宅室内装饰

## 延伸阅读
- Bock, Ralf. . Geneve: Skira. 2007. ISBN 88-7624-643-6.
- Coppa, Alessandra. . Milan, Italy: 24 ore cultura. 2013. ISBN 9788866481485.
- Foster, Hal. . London: Verso. 2003. ISBN 978-1-85984-453-3.
- Gravagnuolo, Benedetto. . London: Art Data. 1995. ISBN 0-948835-16-8.
- Long, Christopher. . Prague: Kant. 2017. ISBN 978-80-7437-226-1.
- Masheck, Joseph. . New York: I. B. Tauris. 2013: 263. ISBN 978-1-78076-423-8.
- Oechslin, Werner, "Stilhülse und Kern: Otto Wagner, Adolf Loos und der evolutionäre Weg zur modernen Architektur", Zuerich 1994.
- Ottillinger, Eva. . Salzburg: Residenz Verlag. 1994. ISBN 978-3-7017-0850-5.
- Rukschcio, Burkhardt; Schachel, Roland. . Salzburg: Residenz. 1982. ISBN 3-7017-0288-8.
- Adolf Loos: Our Contemporary (New York, Columbia GSAPP, 2013), eds. Y. Safran and Cristobal Amunategui. Published on the occasion of the traveling exhibition "Adolf Loos: Our Contemporary," a cooperation between Columbia University GSAPP in New York, the MAK in Vienna, and the CAAA in Guimaraes. Essays by Beatriz Colomina, Hermann Czech, Rainald Franz, Benedetto Gravagnuolo, Christopher Long, Can Onaner, Daniel Sherer, Philip Ursprung.
- Tournikiotis, Panayiotis. . Princeton: Princeton Architectural Press. 1996. ISBN 1-878271-80-6.